# Ammodytes tobianus
Балтійська піщанка, або європейська багатохребцева піщанка, або мала піщанка (лат. Ammodytes tobianus) — морська риба родини піщанкових (Ammodytidae).

## Поширення
Ендемік північно-східної Атлантики. Поширений уздовж узбережжя Європи від Мурманська до Біскайської затоки, включно з Ісландією, Балтійським морем і Середземним морем.

## Характеристики
Максимальна довжина тіла 20 см, довжина статевозрілих особин 11-13 см. Максимальна тривалість життя 7 років . Спина оливково-зеленого кольору, черево і боки сріблясто-білі. Дрібна циклоидная луска на спині тільки перед спинним плавцем, а на череві — уздовж косих шкірних складок. Спинний плавець довгий з 49-59 м'якими променями (у родинних багато хребцевих піщанок — понад 57 променів). Хребців 60-68 (у багато хребцевих піщанок — більше 66). Черевних плавників немає .

## Біологія
Стайні риби зазвичай мешкає в прибережних водах над піщаними ґрунтами на глибині від 1 до 90 м. Зустрічається в зоні припливів і естуаріях, нерідко у відкритих водах. В разі небезпеки заривається в пісок. Харчується зоопланктоном і діатомовими водоростями . У різних районах нерест відбувається в різний час: біля Мурманського узбережжя — в осінньо-зимовий період; біля берегів Шотландії — у вересні-листопаді, а у водах Ісландії — навесні .
Ловлять піщанку донними тралами і дрібночарунковими неводами. Головним чином йде на виробництво кормового борошна. Вживається в їжу і служить наживкою для лову тріски та інших риб на крайній півночі Європи, і в Росії на Мурманському узбережжі. Важливий елемент раціону кайр, зокрема кайри тонкодзьобої, і тупиків.

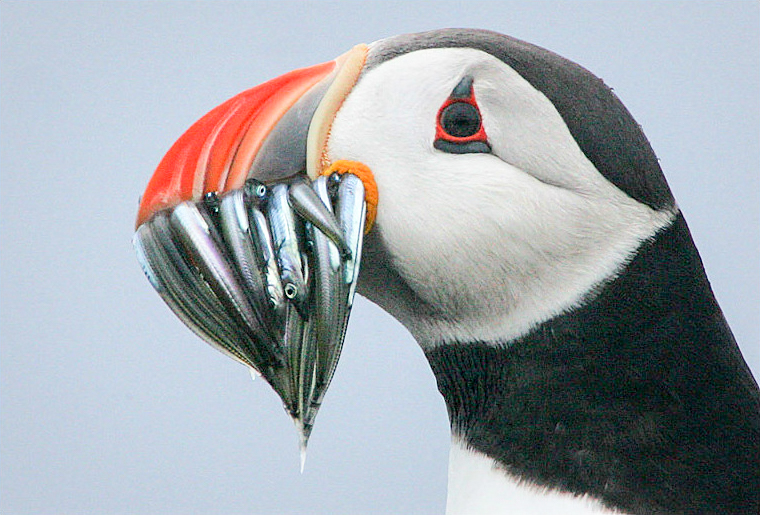
Доросла особина іпатки атлантичної зі здобиччю